# 黄钺 (革命家)

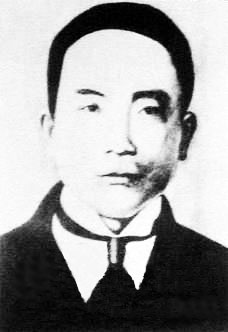
黄钺

黄钺（1869年—1943年），字幼蟾，男，湖南省宁乡县人，辛亥革命元勋。

## 生平
宣统二年（1910年）冬，受同盟会派遣，赴甘肃兰州活动，取得陕甘总督长庚信任，被委为督练公所军事参议。宣统三年（1911年）武昌起义后，陕西西安新军起义响应，宣告陕西独立。陕甘总督长庚派甘肃新军分途进逼西安。黄钺以阻挡四川民军北上为词，率所部开驻秦州（今天水市）。民国元年（1912年）3月10日，发动秦州起义，宣布甘肃独立，并组织甘肃临时军政府，任甘肃都督。3月15日，兰州也宣告“反正”，原甘肃布政史赵惟熙任甘肃都督。经李鏡清等调停，黄钺取消都督名号，解散甘肃临时军政府。后被袁世凯委任为大总统政治参议官、大总统军事顾问官。
民国5年（1916年）反对袁世凯称帝遭通缉。7年（1918）出任孙中山护法军政府湘鄂豫招抚使。11年（1922年）出任鄂北司令。15年（1926年），参加北伐，任鄂豫边防司令。次年任南京国民政府行政院参议。民国16年（1927年）国共分裂之后，应互济会共产党员汤掬中请托，保护一些共产党员，营救曹瑛、陶铸、龚饮冰、王一清、陈永清、戴云、刘立青、徐耘夫等出狱。后因与蒋介石政见不合，去职还家，隐居乡里。
民国32年（1943年）11月，在宁乡病逝，终年75岁。

## 家庭
女儿黄者寿，女婿龚饮冰，外孙龚育之。

## 延伸阅读
[在维基数据编辑]
 《海上名人傳·黃幼蟾》，出自《海上名人傳》